# Janez Banič (veterinar)
Janez Banič, slovenski veterinar, * 2. januar 1928, Brod v Podbočju, † 16. januar 2020, Ljubljana

## Življenje in delo
Diplomiral je 1953 na zagrebški Veterinarski fakulteti. Po končanem študiju se je zaposlil v Veterinarskem znanstvenem zavodu v Ljubljani. Leta 1959 je doktoriral in se specializiral iz kirurgije na beograjski Veterinarski fakulteti. V letih 1961−1963 se je strokovno izpopolnjeval na univerzi v Münchnu. Leta 1960 je postal docent, 1966 izredni in 1977 redni profesor veterinarske kirurgije in oftalmologije na veterinarskem oddelku Biotehniške fakultete v Ljubljani. V letih 1965-70 je bil urednik Veterinarskega zbornika. Objavil je več kot 100 razprav ter strokovnih in znanstvenih člankov v domačih in tujih strokovnih časopisih.
Ukvarjal se je tudi z rodoslovjem.

### Leposlovje
- Een, Maribor, 1974 (roman)
- Štihov Jože z Broda, Novo mesto, 1998                                    (kratka proza)
- Fakulteta za zrak, Novo mesto, 1999                                    (roman)
- Vojska : kronika 1941-1945, Novo mesto,                                    2003 (roman)